# Tanah Bekali (Pangean)
Tanah Bekali is een bestuurslaag in het regentschap Kuantan Singingi van de provincie Riau, Indonesië. Tanah Bekali telt 954 inwoners (volkstelling 2010).